# Tabatinga (São Paulo)
Tabatinga is een gemeente in de Braziliaanse deelstaat São Paulo. De gemeente telt 14.876 inwoners (schatting 2009).

## Aangrenzende gemeenten
De gemeente grenst aan Boa Esperança do Sul, Ibitinga, Itápolis en Nova Europa.